# São Paulo Challenger 1987
Il São Paulo Challenger 1987 è stato un torneo di tennis facente parte della categoria ATP Challenger Series nell'ambito dell'ATP Challenger Series 1987. Il torneo si è giocato a San Paolo in Brasile dal 2 all'8 febbraio 1987 su campi in terra rossa.

## Vincitori

### Singolare
Pavel Vojtíšek ha battuto in finale  Roberto Argüello con il punteggio di 6–4, 2–6, 6–3

### Doppio
Ronnie Båthman /  Carlos Di Laura hanno battuto in finale  César Kist /  João Soares con il punteggio di 6–4, 6–4